# Subate
Subate est une ville de Lettonie, située dans la région de  Zemgale, en Sélonie. Sa superficie est de 5.3 km². Elle a le statut de ville depuis 1917. Lors du recensement de 2015, elle comptait 713 habitants.
C'est la ville natale d'archéologue allemand et cofondateur de la Société Koldewey (Koldewey-Gesellschaft e.V.) Armin von Gerkan.

## Histoire
La ville a été fondée en 1570, sous le nom allemand de Subbath, quand le 1er duc de Courlande-Sémigalie Gotthard Kettler accorda une propriété près du lac de Subate à la famille Plater, membre de la noblesse germano-balte.
A la contre-réforme, celle-ci retourna au catholicisme et une partie des villageois luthériens, en signe de protestation s'établirent de l'autre côté du lac, fondant Neu-Subbath. Les deux villages furent réunis à la fin du XIXe siècle, par l'administration russe du gouvernement de Courlande.
À la fin du XIXe siècle, les Juifs représentaient près de la moitié de la population, qui atteint 2.300 habitants en 1914. En 1941, la communauté juive, qui représentait la moitié des habitants de la ville, fut massacrée par les Nazis.